# Kis sárgafejű keselyű
A kis sárgafejű keselyű (Cathartes burrovianus) a madarak (Aves) osztályának újvilági keselyűalakúak (Cathartiformes) rendjébe, ezen belül az újvilági keselyűfélék (Cathartidae) családjába tartozó faj.
1964-ig a kis sárgafejű keselyűt azonosnak tartották a nagy sárgafejű keselyűvel (Cathartes melambrotus). Elterjedési területe Mexikótól kezdve, Közép-Amerikán keresztül, egészen Dél-Amerika középső részének keleti feléig tart. Az évszakonként elárasztott alföldi füves pusztákat, mocsarakat és az elpusztított erdőmaradványokat választja élőhelyül. Nagyméretű madár, szárnyfesztávolsága 150–165 centiméter között van. Testtollazata teljesen fekete, míg a csupasz, toll nélküli feje és nyaka halvány narancssárga, néhol vörös és kék részekkel. Mint rokonainak, a kis sárgafejű keselyűnek is hiányzik az alsó gégefője (syrinx), emiatt alig képes hangokat kiadni. Az általa kiadott hangok főképp sziszegő vagy mély torokhangok.
A kis sárgafejű keselyű döglött állatok tetemeivel táplálkozik. Ezek felkutatására, megtalálására látására, és a madarak között ritkaság számba menő tulajdonságra, a szaglására hagyatkozik. A nagyobb emlősök felbontását, megkezdését, általában a nála nagyobb királykeselyűre (Sarcoramphus papa) bízza, mivel eléggé gyenge a csőre. Mint a többi újvilági keselyű és a világ sok más ragadozó madara, a kis sárgafejű keselyű is a felszálló meleg légáramlatok, az úgynevezett termikek segítségével vitorlázik be hatalmas területeket, anélkül, hogy ehhez sok energiát fogyasztana. Tojásait barlangokba vagy kettétört fák csonkjaiba rakja le. Fiókáit visszaöklendezett dögmaradványokkal táplálja.

## Neve

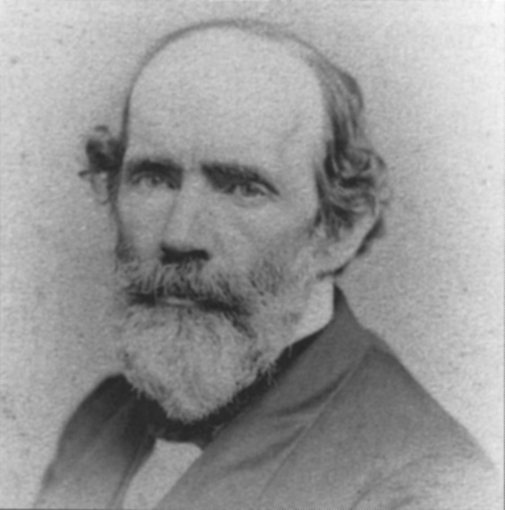
John Cassin, aki elsőként írta le ezt a madarat

A kis sárgafejű keselyűt legelőször 1845-ben, John Cassin amerikai ornitológus írta le Veracruz város (Mexikó) közelében fellelt példányok alapján. Néha két alfajt tulajdonítanak ennek az újvilági keselyűnek. Az egyik a Cathartes burrovianus urubitinga, amelyet 1851-ben az osztrák ornitológus, August von Pelzeln írt le. A két feltételezett alfajból ez a nagyobbik; Argentínától egészen Kolumbiáig lelhető fel. A törzsalfaj, azaz a Cathartes burrovianus burrovianus kisebb méretű, de nagyobb elterjedési területű, hiszen Dél-Amerika északnyugati részétől Közép-Amerikán keresztül Mexikóig található meg.
A kis sárgafejű keselyűn tudományos madárnem neve a latinosított Cathartes, melynek magyar jelentése: „tisztítót”, „fertőtlenítőt” jelent. A szó egyébként a görögből származik: kathartēs/καθαρτης.
Egyéb angol megnevezése: Savanna vulture (szavannai keselyű).

## Rendszertani besorolása és rokonsága

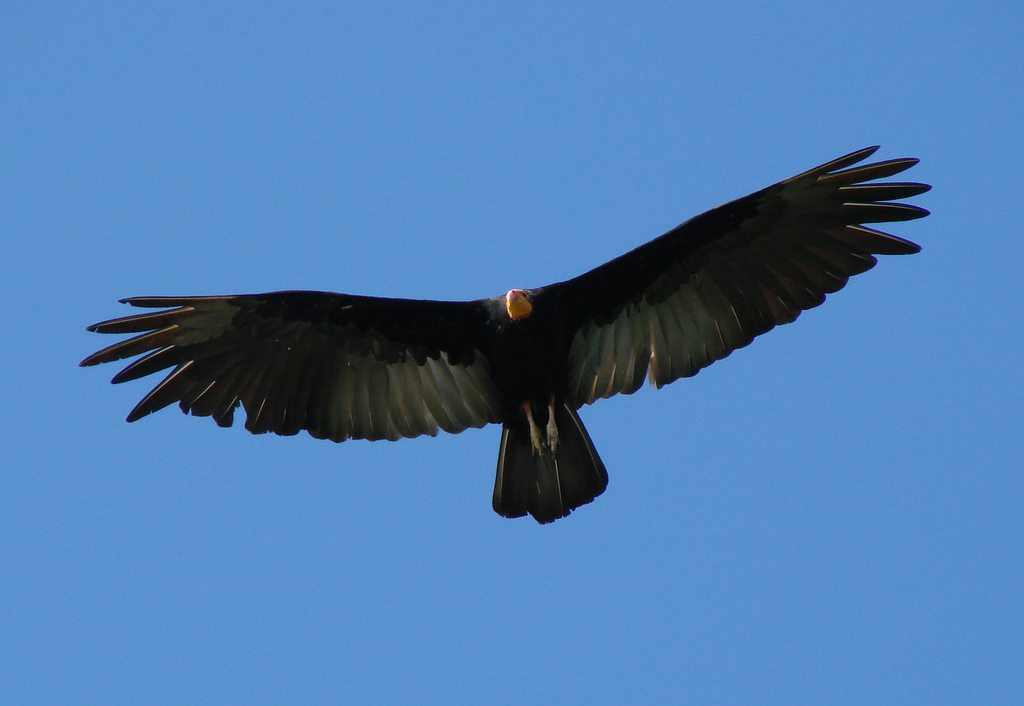
Legközelebbi rokona a nagy sárgafejű keselyű

A kis sárgafejű keselyűk és hat élő rokonának, azaz az újvilági keselyűféléknek (Cathartidae) a pontos rendszertani besorolása még manapság is bizonytalan. Habár az újvilági keselyűfélék és az óvilági keselyűformák (Aegypiinae) megjelenésben igen hasonlítanak, sőt ugyanazt a dögevő életmódot folytatják, a kettő nem áll közelebbi rokonságban egymással. Más-más ősökből fejlődtek ki, és a hasonlóság csak a konvergens evolúció műve. A két madárcsoport közti rokonsági kapcsolat manapság is vita tárgya. Korábban az újvilági keselyűféléket a gólyaalakúak (Ciconiiformes) rendjébe helyezték, mivel néhány gólyafajjal is mutatnak hasonlóságot úgy megjelenésben, mint életmódban. A közelmúltban olyan elmélet is született, mely szerint a újvilági keselyűféléket és az óvilági keselyűformákat a sólyomalakúak (Falconiformes) közé kellene besorolni, vagy új, azaz külön rendet megalkotni a számukra. Azonban a legújabb genetikai kutatások, vizsgálatok azt eredményezték, hogy az újvilági és az óvilági keselyűk nem közeli rokonai a sólyomalakúaknak, továbbá az újvilági keselyűk és a gólyafélék között sincs rokonság. Mindkét keselyű csoport a nagyobb taxonszintű Afroaves csoport bazális tagja. Az óvilági keselyűformák egyéb vágómadár-alakúakkal együtt, mint például: a sasformákkal (Aquilinae), az ölyvformákkal (Buteoninae), a kányaformákkal (Milvinae) stb., valamint a halászsassal (Pandion haliaetus) és a kígyászkeselyűvel (Sagittarius serpentarius) alkotják az Afroaves madárcsoport nagyobb részét. A testvértaxonként szereplő újvilági keselyűalakúak rendje manapság csak a 7 recens fajt foglalja magába.
Az Amerikai Madarászok Egyesületének (American Ornithologists' Union) dél-amerikai rendszertani bizottsága kivonta az újvilági keselyűféléket a gólyaalakúak közül és incertae sedisnek, azaz „bizonytalan helyzetűnek” minősítette ezt a madárcsoportot; de továbbá megjegyzésként odatette, hogy az újvilági keselyűfélék talán átmozgathatóak a sólyomalakúak rendjébe, vagy létrehozható számukra egy külön rend, az úgynevezett újvilági keselyűalakúak (Cathartiformes). A családján belül a kis sárgafejű keselyű legközelebbi rokonai a Cathartes nembéli nagy sárgafejű keselyű és a pulykakeselyű (Cathartes aura) (Linnaeus, 1758). Akárcsak a  királykeselyűnek és a pulykakeselyűnek, a kis sárgafejű keselyűnek is 80 diploid kromoszómája van.

## Előfordulása
Közép- és Dél-Amerikában fordul elő. A magas hegységekben csak ritka vendég. A következő országokban és régióban található meg: Argentína, Belize, Bolívia, Brazília, Chile, Kolumbia, Costa Rica, Ecuador, Salvador, Francia Guyana, Guatemala, Guyana, Honduras, Mexikó, Nicaragua, Panama, Paraguay, Peru, Suriname, Uruguay és Venezuela.
A hollókeselyűről (Coragyps atratus) elnevezett uruguayi szorosban, azaz a Quebrada de los Cuervos-ban – melynek magyar neve „a hollók szorosa” –, a névadó hollókeselyűk mellett pulykakeselyűk és kis sárgafejű keselyűk is élnek.

## Megjelenése

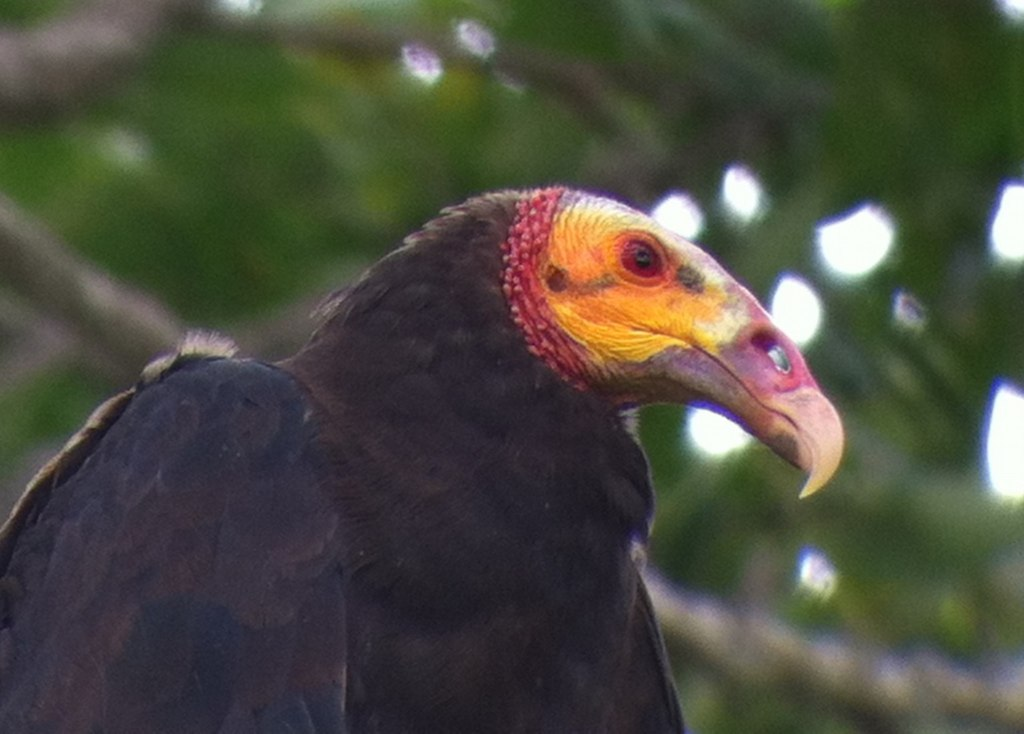
Csupasz feje sárgás, néhol egyéb színekkel

Az újvilági keselyűfélék közül súlya alapján a kis sárgafejű keselyű a legkisebb (0,95-1,5 kg).
Hossza 53-66 centiméter, szárnyfesztávolsága 150–165 centiméter, farkhossza 19-24 centiméter. Testtollazata teljesen fekete színű, zöldes árnyalattal. Torka és fejének oldalai és teljesen csupaszok, azaz nem található rajtuk toll. A fejen és a nyakon a csupasz bőr sárga vagy világos narancssárga; a homloknál és a tarkónál vöröses, míg a feje tetején szürkéskék. A szivárványhártyája (iris) vörös, a lába fehér és a csőre hússzínű. A felső szemhéján egy hiányos szempillasor van, míg az alsó szemhéján két szempillasor látható. Farktollai a többi rokonához képest meglehetősen rövidek és kerekített végűek. Széles szárnyai, melyek a vitorlázást segítik, nyugalmi állapotban túlérnek a faroktollakon. Szárnyai belső felének a hátsó része világos; ez csak napozáskor és repüléskor látható. Az ivaréretlen felnőtt példány tollazata barnás, feje szürke és tarkója fehér.
A csőre vastag, kerekített és a vége horgos. Az elülső lábujjai hosszúak, a tövüknél úszóhártyások és nem alkalmasak a fogásra. Az orrlyukainak a nyílásai vízszintesen ülnek; az orrlyukak között hiányzik az orrsövény (septum nasi). Mint a többi újvilági keselyű esetében, a kis sárgafejű keselyűnek is hiányzik az alsó gégefője, emiatt a „szókincse” igen limitált, csak sziszegő és mély torokhangokból áll.
A korábban vele azonosnak vélt nagy sárgafejű keselyűtől a következő különböztetik meg: testmérete kisebb, súlya könnyebb, testfelépítése pedig karcsúbb; továbbá farktollai rövidebbek és vékonyabbak. Tollazata világosabb, mint a fényesebb árnyalatú nagyobb rokoné. Lábai világosabbak, feje inkább narancssárgásabb, mintsem egyszerű sárga, amint az inkább a nagy sárgafejű keselyűre jellemző. Repülés közben a vitorlázása kevésbé tartós; szárnyaival többször ver, mint a nagyobb rokon. Életmódban is különböznek, hiszen főleg a nyílt területeket kedveli, míg a nagy sárgafejű keselyű inkább erdőlakó.
Néha a nagy sárgafejű keselyű mellett ezt az újvilági keselyűt a szintén rokon pulykakeselyűvel lehet összetéveszteni.

## Életmódja

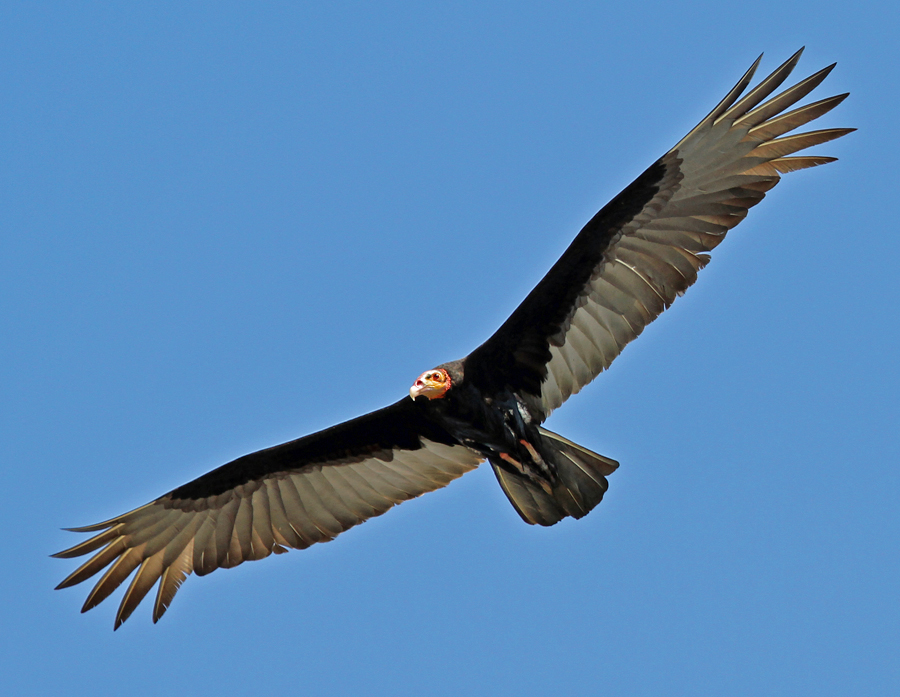
Széttárt szárnyakkal vitorlázik a termikeken

A természetes élőhelyei az alacsonyabb szinten fekvő trópusi és szubtrópusi, évszakonként elárasztott füves puszták, szavannák, lápvidékek, mangroveerdők és a tönkrement erdők. A szárazabb tájakra és a fa nélküli területekre is elrepülhet. A magasan lévő területeket kerüli, 1000 méternél magasabbra nem megy fel.
A levegőben – nem túl magasan – vitorlázva keresi dögökből és kisebb állatokból álló táplálékát. Kerítésoszlopokon és más alacsonyabb tárgyakon pihen. Általában magányosan repül, csak ritkán látható csapatban. Vitorlázás közben a széttárt szárnyai kissé felemelkednek, azaz nem ülnek a testtel egy síkban. A felszálló meleglevegő-oszlopokat, az úgynevezett termikeket kihasználva, a kis sárgafejű keselyű kevés energiával nagy távokat tud bejárni. Repülés közben szárnyaival alig ver. Ritkán repül a magasba, általában alacsonyan siklik. Habár nem tudjuk biztosan, feltételezhető, hogy kisebb mértékben vándormadár; a vándorlását az élőhelyein levő, évszakonkénti vízszint változások befolyásolhatják. Mint minden újvilági keselyűféle, a kis sárgafejű keselyű is gyakorolja az úgynevezett urohidrózist, mely a párolgás hűtő hatását kihasználva lábukra ürítés útján hűti testüket. E tevékenység miatt a madár lába gyakran fehér színű, mivel rajta húgysavréteg képződik.

### Táplálkozása

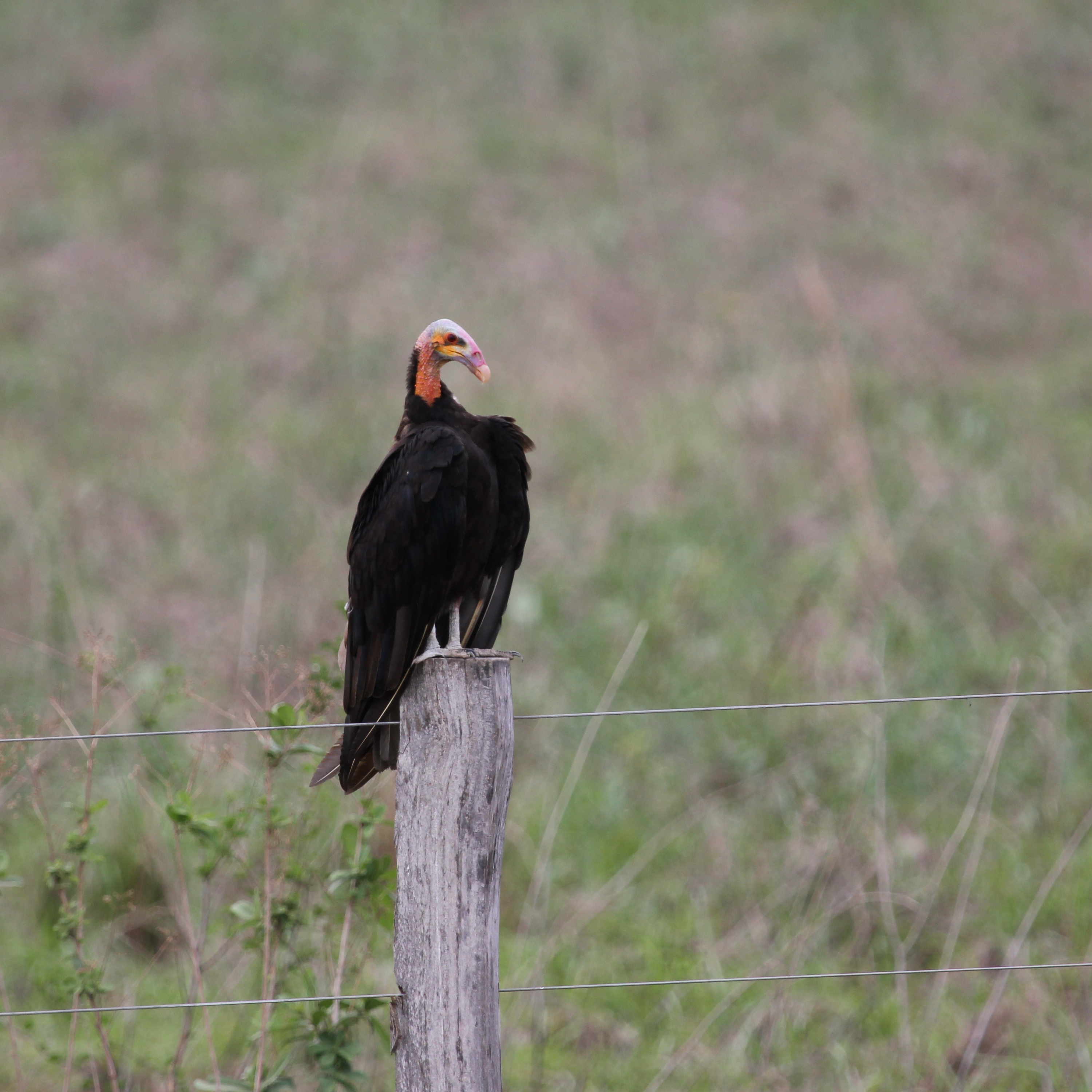
Pihenéshez egy kerítésoszlop is megfelel

A kis sárgafejű keselyű majdnem teljesen dögevő, azaz elhullott állatok tetemeivel táplálkozik. Egyaránt elfogyasztja az utakon elütött állatokat és a természetes körülmények között elpusztultakat is. A dögevés mellett néha vadászik is; főleg a vizek és mocsarak apró lakóira. Főleg a friss húst kedveli, azonban mivel gyenge a csőre, nagyobb emlősök esetében kénytelen kivárni, amíg egy nagyobb ragadozó megnyitja azt. Habár főleg dögevő, nem táplálkozik olyan elpusztult állatból, amely már túlságosan is bomlásnak indult (az ilyen tetemben már toxikus mikroorganizmusok is vannak, melyek a keselyűt veszélyeztethetik). Mint a világ összes keselyűje és más dögevője, a kis sárgafejű keselyű is az életmódjának, táplálkozásának köszönhetően jót tesz a környezetének; eltakarítva a dögöket gátat vet a betegségek terjedésének.
Jó látása mellett kitűnő szaglása – mely ritkaság a madarak körében – is segíti a dögök megtalálását. A talajhoz közel repülve megérzi a szétbomló dögökből áradó etil-merkaptán nevű gáz szagát. Az agyában a szaglásért felelős agyrész jóval nagyobb, mint más, hasonló méretű állatoknál. Ennek a jól kifejlett érzékének köszönhetően ez a keselyűfaj a fák lombkoronái fölött repülve, anélkül, hogy látná a dögöt, pontosan be tudja határolni. Az olajipar e madárnak eme tulajdonságát úgy használja fel, hogy a gáz- és olajvezetékekbe etil-merkaptánt eresztenek be, és ha a csővezeték valahol lyukas, a kiáramló gáz szaga odacsalja a madarat.
A királykeselyű, melynek nincs, vagy alig van szagérzéke, gyakran követi a kisebb rokonait, köztük a szóban forgó dögevőt is a dögök felkeresésének céljából. A királykeselyű és a kondorok nemcsak kihasználják a kisebb keselyűket, hanem erősebb csőreikkel megkezdik a keményebb bőrű, nagyobb emlősök tetemeit, így utat nyitnak a táplálékhoz a becserkésző feleknek is. A kis sárgafejű keselyű és a többi kisebb keselyű hátránya csak annyi, hogy előbb meg kell várják, míg a nagyobb fajok jóllaknak.

## Szaporodása

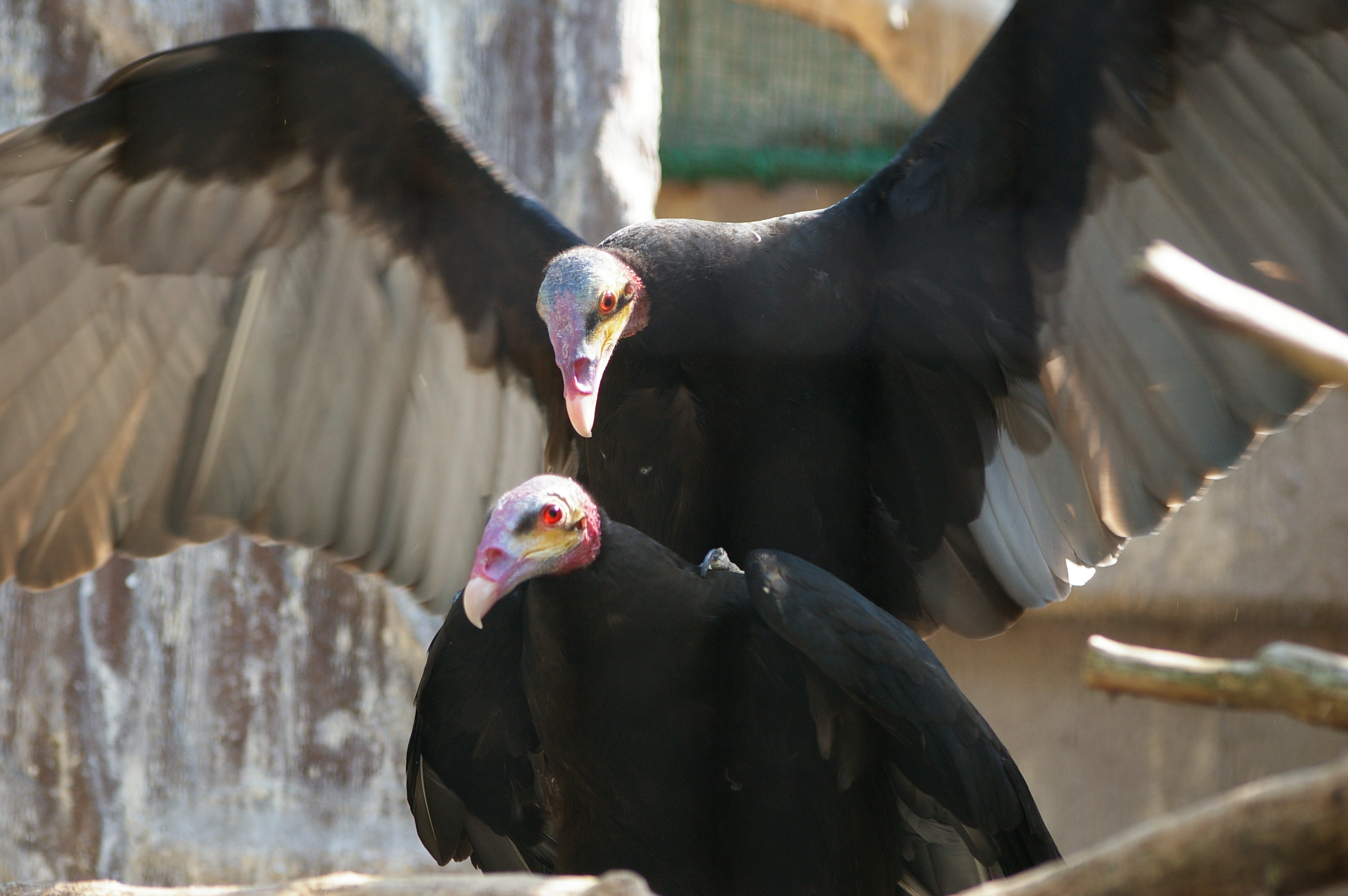
Párzó példányok

A kis sárgafejű keselyű nem épít fészket, tojásait a csupasz talajra rakja le. Fészkelő helye lehet a sziklaperemén, barlangban vagy széthasadt fa mélyedésében. A tojás krémszínű, számos barna és szürke pontozással; a mintázat egyre sűrűbb a tojás vastagabb vége felé. Egy fészekaljban általában két tojás van. A frissen kikelt fiókák magatehetetlenek - vakok, csupaszok és mozogni is alig képesek. A pihéjük is csak később nő ki. A fiókákat mindkét szülő gondozza és eteti. A fiókák tápláléka visszaöklendezett állati maradványok. A fiatalok 2-3 hónapos korukban repülnek ki.

## Védelme
A Természetvédelmi Világszövetség (IUCN) nem fenyegetett fajként kezeli ezt az újvilági keselyűfélét. A kis sárgafejű keselyű becsült előfordulási területe körülbelül 7,8 millió négyzetkilométer. Ezen a területen 100 000-1 000 000 példány élhet. Az eddigi kutatások szerint az állományai stabilak, és nincsenek veszélyben.
Védettsége és nagy helyigénye miatt állatkertekben is ritkán látható. A Berlini Állatkertben található Alfred Brehm Ház mesterséges sziklafalához monumentális méretű keselyűröpdét építettek. Itt számos más keselyűfaj mellett a kis sárgafejű keselyű (Cathartes burrovianus) is megtekinthető.

### Fordítás
- Ez a szócikk részben vagy egészben  a   Lesser yellow-headed vulture című angol Wikipédia-szócikk ezen változatának fordításán alapul.  Az eredeti cikk szerkesztőit annak laptörténete sorolja fel. Ez a jelzés csupán a megfogalmazás eredetét és a szerzői jogokat jelzi, nem szolgál a cikkben szereplő információk forrásmegjelöléseként.